# Mammillaria senilis
Mammillaria senilis är en kaktusväxtart som beskrevs av Conrad Loddiges och Salm-dyck. Mammillaria senilis ingår i släktet Mammillaria och familjen kaktusväxter. Inga underarter finns listade i Catalogue of Life.

## Bildgalleri

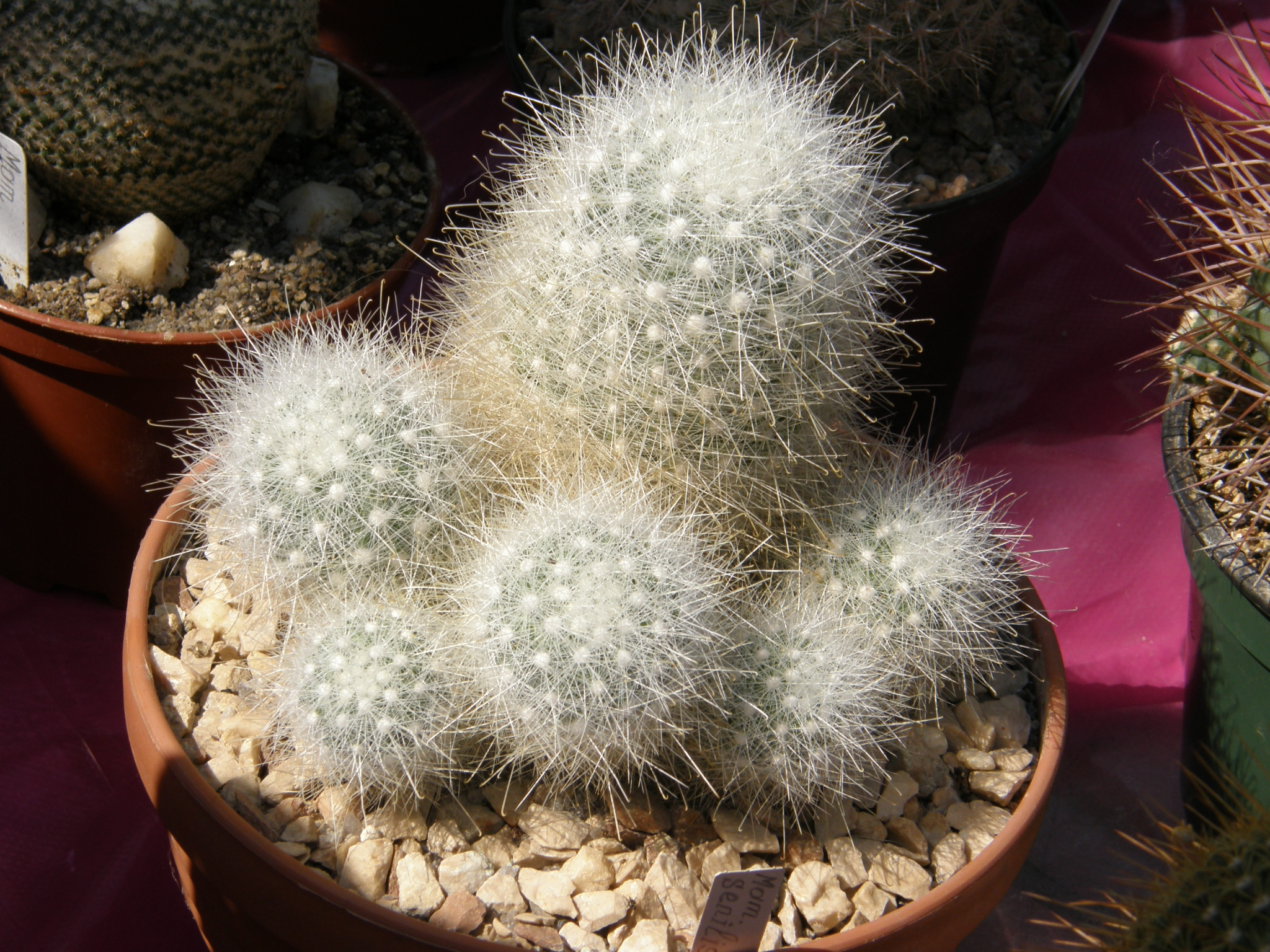
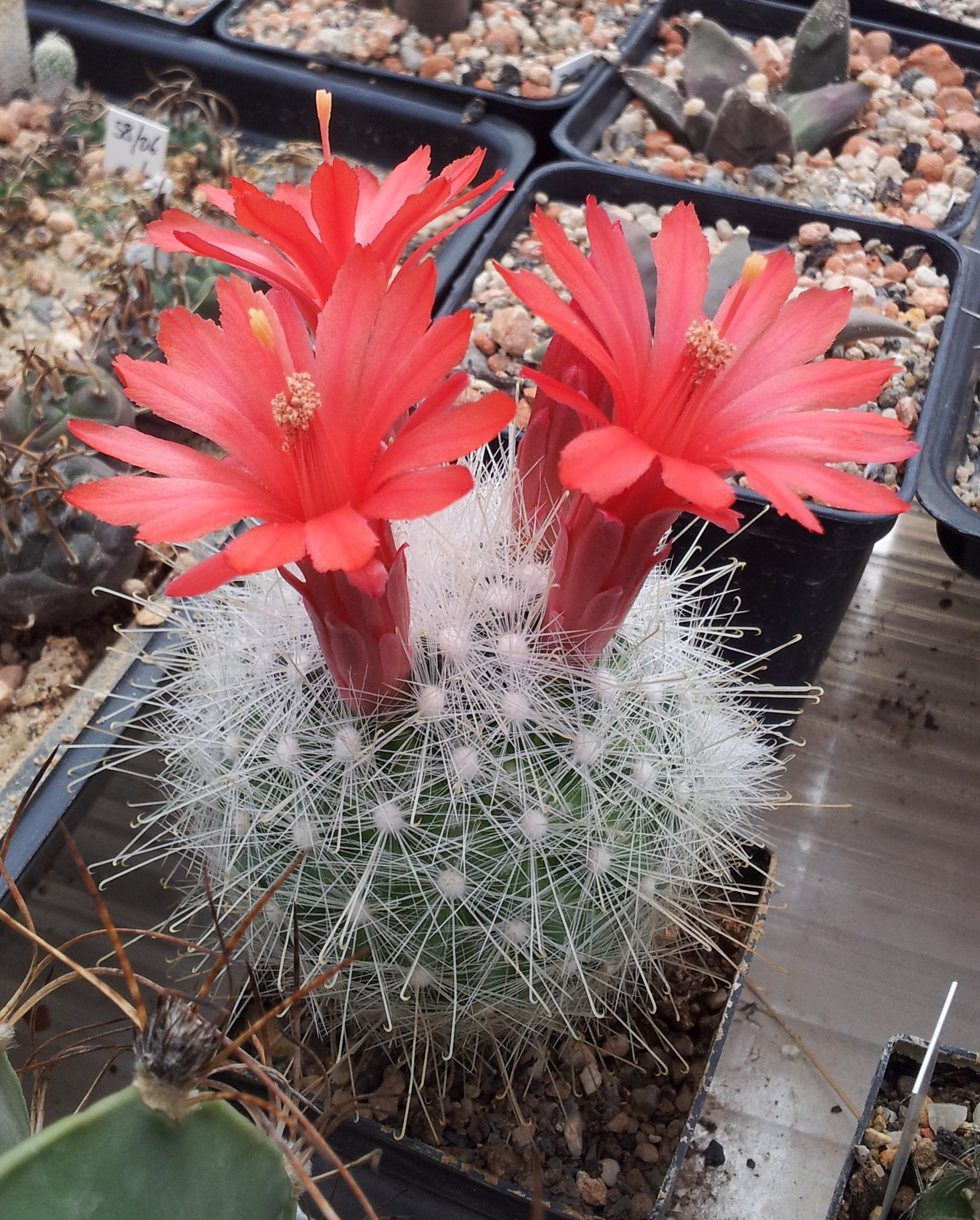